# Frank Trumbauer
Frank "Tram" Trumbauer, född 30 maj 1901 i Carbondale, Illinois, USA, död 11 juni 1956 i Kansas City, Missouri, USA, var en ledande amerikansk jazzsaxofonist på 1920- och 1930-talen.
Trumbauer använde sig av en så kallad melodisaxofon, stämd i C och i storlek mellan alt- och tenorsaxofon. Trumbauer var, jämte Jack Pettis, den enda framträdande jazzmusikern på detta instrument, då Rudy Wiedoeft endast delvis ägnade sig åt denna musikform. 
Trumbauer är mest ihågkommen för sitt samarbete med Bix Beiderbecke, vilket resulterade i några av de finaste och mest innovativa jazzinspelningarna i slutet av 1920-talet. Den mest kända av dessa är Singin' The Blues från 1927.
Trumbauer ingick i början av 1920-talet i Gene Rodemichs orkester i St. Louis. Han flyttade sedermera till Chicago där han bland annat spelade med The Benson Orchestra of Chicago. Med denna orkester gjorde han sina första solistinsatser på skiva, av vilka särskilt hans solo på I Never Miss The Sunshine väckte uppmärksamhet i samtida musikerkretsar. Senare spelade Trumbauer med bland annat Ray Millers och Jean Goldkettes orkestrar, i den sistnämnda tillsammans med bland annat Beiderbecke. Från 1927 till 1935 var han medlem av Paul Whitemans orkester.
Frank Trumbauer spelade med utpräglad känsla och ansågs ”cool”, till skillnad från många hot-influerade jazzmusiker vid denna tid. Han sägs ha inspirerat saxofonister som Benny Carter, Lester Young och Art Pepper.